# Canada Cup (Boxen)
Der Canada Cup ist ein ehemaliges internationales Boxturnier und wurde von 1988 bis 1992 regelmäßig jährlich unter den Regeln der AIBA in der kanadischen Bundeshauptstadt Ottawa ausgetragen. Es bestand aus einer Vorrunde, einem Viertelfinale, einem Halbfinale und einem Finale.
Bis auf 1991 wurde in 12 Gewichtsklassen geboxt. 1991 wurden die Kämpfe in 11 Gewichtsklassen abgehalten.

## Bekannte Sieger
Die bekanntesten Turniersieger sind Lennox Lewis, Chris Byrd und Robin Reid.
Weitere bekannte Sieger sind unter anderem Montell Griffin, Alexander Gurov, Egerton Marcus, Ivan Robinson, Raymond Downey (2), Dmitriy Vybornov, Paul Ingle (2), Chris Johnson, Tom Glesby (3), Waldemar Font, Paul Lloyd und Fitz Vanderpool.

## Turniere
| Nr. | Jahr | Ort    | Land   | Artikel |
| --- | ---- | ------ | ------ | ------- |
| 1   | 1988 | Kanada | Kanada | Details |
| 2   | 1989 | Kanada | Kanada | Details |
| 3   | 1990 | Kanada | Kanada | Details |
| 4   | 1991 | Kanada | Kanada | Details |
| 5   | 1992 | Kanada | Kanada | Details |